# Język mambai (austronezyjski)
Język mambai, także: mambae, manbae – język austronezyjski używany w Timorze Wschodnim, drugi język w kraju pod względem liczby użytkowników. Według danych z 2010 r. posługuje się nim 131 tys. osób, członków ludu Mambai.
Dzieli się na szereg dialektów: damata, lolei, manua, mambae właściwy (północny, południowy).
Jest zapisywany alfabetem łacińskim.